# 阿尔及利亚—日本关系
阿尔及利亚－日本关系（日语：日本とアルジェリアの関係，阿拉伯语：‎）是阿尔及利亚民主人民共和国与日本国之间的国际关系。

## 两国概要
|          | 阿尔及利亚                 | 日本                        | 两国差距                    |
| -------- | -------------------------- | --------------------------- | --------------------------- |
| 人口     | 4490万3225人（2022年）     | 1億2512万人（2022年）       | 日本是阿尔及利亚的约2.79倍  |
| 国土面积 | 238万平方千米              | 37万7972平方千米            | 阿尔及利亚是日本的约6.30倍  |
| 首都     | 阿尔及尔                   | 東京都                      |                             |
| 最大城市 | 阿尔及尔                   | 東京都区部                  |                             |
| 政体     | 两院制                     | 议会内阁制                  |                             |
| 公用語   | 阿拉伯语、柏柏尔语         | 日語（事实上）              |                             |
| 国教     | 伊斯兰教逊尼派             | 无                          |                             |
| 名义GDP  | 1949億9845万美元（2022年） | 42564億1076万美元（2022年） | 日本是阿尔及利亚的约21.83倍 |

## 历史
二战后日本与阿尔及利亚两国之间的国际关系始于1958年9月阿尔及利亚民族解放阵线于东京开设远东代表处。1962年7月4日，阿尔及利亚自法国独立，随即获得日本承认，两国建立正式邦交。1964年2月14日日本在阿尔及利亚首都阿尔及尔开设日本驻阿尔及利亚大使馆，同年6月阿尔及利亚也在日本首都东京开设了阿尔及利亚驻日本大使馆。建交后日阿两国互访密切，阿尔及利亚前总统阿卜杜勒-阿齐兹·布特弗利卡任内曾3次到访日本，而日方的小野寺五典、森喜朗、岸信夫等政要也都曾出访过阿尔及利亚。

## 经济交流
2022年，阿尔及利亚对日出口额为852.4亿日元，对日进口额为272.8亿日元，处于贸易黑字状态。阿尔及利亚主要从日本进口钢铁、普通机械、化学品、运输器械等产品，而主要向日本出口化石燃料、石油制品、天然气、原油及粗油、金属矿物及矿渣等产品。
截至2020年，日本累计向阿尔及利亚提供了14.01亿日元的无偿资金援助、139.43亿日元的有偿资金援助和总价值78.03亿日元的技术援助。
2011年3月东日本大地震发生后，阿尔及利亚向日本致以慰问，并捐赠了1000万美元的人道主义援助金。

## 事件
2013年1月16日，阿尔及利亚伊利济省因阿迈纳斯发生人质劫持事件，造成10名日本公民死亡。事件发生后，当时正在河内进行国事访问的时任日本首相安倍晋三表示“绝对无法原谅”犯罪组织的行为。受此次事件影响，日本于2013年11月15日通过《自卫队法》修正案，宣布允许自卫队在海外救援日本公民时使用陆上运输手段。